# Gérald Beaudoin
Pour les articles homonymes, voir Beaudoin.
Gérald-Armand Beaudoin (né le 15 avril 1929 à Montréal et décédé le 10 septembre 2008 à Hull) est un professeur de droit et ancien sénateur canadien.

## Biographie
Il avait fait ses études en droit aux universités de Montréal, d'Ottawa et (post-gradué) de Toronto, avant de les compléter en Europe.
En 1956, il entrait au ministère de la Justice, à Ottawa, comme conseiller juridique. Neuf ans plus tard, il passait à la branche juridique de la Chambre des communes en tant que conseiller parlementaire adjoint.
Il a enseigné dix ans à la faculté de droit civil de l'Université d'Ottawa avant d'en devenir le doyen de 1969 à 1979.
Il fut membre de la Commission Pepin-Robarts sur l’unité canadienne de 1977 à 1979, participant à la préparation des trois rapports publiés en 1979.
De 1986 à 1989, il assuma la direction du Centre des droits de la personne.
Le 26 septembre 1988, il fut nommé au Sénat du Canada, à titre de représentant de la division sénatoriale de Rigaud au Québec. Il y a siégé jusqu'à sa retraite obligatoire, à l'âge de 75 ans, en 2004, en tant que membre du Parti progressiste-conservateur, qui fut ensuite renommé Parti conservateur.
Grand constitutionnaliste, il a écrit plusieurs livres sur le droit, parmi lesquels :
- Essais sur la Constitution, 1979
- Le partage des pouvoirs, 1980
- La Constitution du Canada, 1990
- Le fédéralisme au Canada, 2000
- Les droits et libertés au Canada, 2000

Il a aussi été responsable de la version française de la Charte canadienne des droits et libertés, de 1982. Et il a coprésidé le Comité mixte spécial de la Chambre des communes et du Sénat sur la formule d'amendement (rapport Beaudoin-Edwards, 1991) et le Comité mixte spécial de la Chambre des communes et du Sénat sur le renouvellement constitutionnel (rapport Beaudoin-Dobbie, 1992).
« Il a trôné aux premières loges d'à peu près tous nos déchirements constitutionnels. Pourtant, l'ex-sénateur conservateur Gérald Beaudoin, en pédagogue qu'il n'a jamais cessé d'être, aura toujours fait le pari de l'analyse posée, pragmatique, à la limite du détachement, laissant aux politiciens et aux gérants d'estrade le plaisir de se quereller sur les suites à donner à ses réflexions sur l'avenir du Canada. »

## Honneurs
- 1969 - Conseiller de la Reine
- 1977 - Membre de la Société royale du Canada
- 1980 - Officier de l’ordre du Canada
- 1983 - Membre de l'Académie canadienne-française  (maintenant l’Académie des Lettres du Québec)
- 1987 - Prix Marcel-Vincent de l'ACFAS
- 1993 - Ordre du Mérite de la Ville de Hull
- 1997 - Prix du Très Honorable Ramon John Hnatyshyn pour l’avancement du Droit
- 1999 - Chevalier de l’ordre de la Pléiade
- 2001 - Commandeur de l’ordre de la Couronne du Royaume de Belgique
- 2002 - Prix Tarnopolsky des droits de la personne décerné par la Commission internationale de juristes
- 2003 - Membre à vie de l'Association des descendants de Paul Bertrand dit Saint-Arnaud  (la lignée patronymique de sa mère)
- 2004 - Ordre de la Légion d'honneur française.
- 2008 - Officier de l’Ordre national du Québec